# Танігуті Хіромі
Танігуті Хіромі (яп. 谷口 浩美, англ. Taniguchi Hiromi; нар. 5 квітня 1960) — японський легкоатлет, який спеціалізувався в бігу на довгі дистанції та марафонському бігу.

## Спортивні досягнення
Учасник двох олімпійських марафонських забігів — був 8-м у 1992 та 19-м у 1996.
Чемпіон світу з марафонського бігу (1991).
Срібний призер Азійських ігор з марафонського бігу (1986).
Переможець Лондонського марафону (1987).
Переможець марафону Беппу-Оїта (1985), Токійського міжнародного (1987, 1989), Хоккайдського (1989) та Роттердамського (1990) марафонів.